# John Cromwell
John Cromwell, rodným jménem Elwood Dager Cromwell (23. prosince 1887? Toledo – 26. září 1979 Santa Barbara) byl americký filmový a divadelní režisér a herec.

## Život
Narodil se 23. prosince 1887 v Toledu a po vystudování Howe High School v Oklahomě v roce 1905 se začal živit jako divadelní herec na Broadwayi. V roce 1912 si změnil jméno na John Cromwell a debutoval ve hře Malé ženy. O rok později se představil i jako režisér v představení The Painted Woman (~ Namalovaná žena). a v roce 1915 nastoupil do společnosti New York Repertory a dál se věnoval herectví.
Mezi léty 1917–1918 však musel svou kariéru z důvodu první světové války přerušit, ale hned po krátkém působení v armádě se vrátil a ve 20. letech se z něj stal uznávaný broadwayský režisér. Často také spolupracoval s režiséry Frankem Cravenem i Williamem A. Bradym.
V roce 1928 se však přestěhoval do Hollywoodu, podepsal smlouvu s producentem Benjaminem P.  Schulbergem od společnosti Paramount Famous Lasky (dnes Paramount Pictures) a začal pracovat jako filmový režisér. Ve filmovém průmyslu právě probíhala revoluce a přecházelo od němých filmů ke zvukovým. Jeho prvním filmem se stala komedie The Dummy (1929), kde účinkoval jako herec a i přesto, že se stále s filmařstvím teprve seznamoval, dostal za úkol režírovat snímek s největší hvězdou studia Georgem Bancroftem.
Onen akční film The Mighty (1929) se stal Cromwellovým prvním sólovým počinem a s Georgem Bancroftem později natočil další tři filmy. Po dalších 10 filmech však od Paramountu odešel a přidal se ke společnosti RKO, která mu poskytovala více individuality a nenaléhala na něj tolik jako Paramount. Po další tři roky natočil celkem 11 filmů, mezi které patří mj. drama Ann Vickers (1933) s Irene Dunne v hlavní roli, Spitfire (1934) s Katharine Hepburnovou či Of Human Bondage (1934) s Bette Davisovou.
Po muzikálu I Dream Too Much (1935) se rozhodl následovat svého přítele a vedoucího společnosti RKO Davida O. Selznicka do studií United Artists a 20th Century Fox, pro které natočil dalších 5 filmů. Selznick ho dál také pověřil natáčením filmů jako Banjo on My Knee (1936), Zajatec na Zendě (1937) i Alžír (1938), který odstartoval kariéru Hedy Lamarrové a Charlese Boyera. Podle něj však Hedy Lamarrová neměla příliš hereckého talentu a proto také nevyhověl přání producenta Waltera Wangera udělat z Hedy Lamarrové „druhou Gretu Garbo“. I přes kritiky, kteří také viděli, že neumí hrát, nakonec prošla jen kvůli své kráse.
Po dalších 9 let natočil 11 filmů, ale v roce 1947 byl vyšetřován Výborem pro neamerickou činnost, za údajnou podporu hollywoodských komunistů a i přesto, že se popsal jako liberální demokrat, se mohl ocitnout na seznamu 200 podezřelých komunistů a jelikož seznam koloval u všech velkých studií, přítomnost jeho jména na seznamu by mu mohla zničit kariéru. Jeho agent ho však ubezpečil, že jeho jméno se na seznamu nenachází a také mu vyjednal výhodnou smlouvu s RKO. Během několika týdnů však společnost koupil producent, milionář a velký antikomunista Howard Hughes, který v ní udělal velké čistky a mnoho scenáristů a techniků ze společnosti vyhodil. Ani Cromwell jeho podmínkám neunikl a nové vedení RKO mu předložilo ultimátum; buď přijme jejich scénáře nebo mu zruší smlouvu. Jejich (podle Cromwella) opravdu špatné a nesmyslné scénáře však přijal, ale kvůli zpoždění výroby ho RKO zapůjčilo studiu Warner Bros., pro které natočil film-noir V kleci (1950).
Po tomto snímku se vrátil k RKO, kde na něj chtěl navázat stejným úspěchem, což se mu však nepodařilo a při natáčení romantického dramatu The Company She Keeps (1951), nedokázal efektivně zdramatizovat matoucí scénář. Téhož roku natočil ještě jeden snímek The Racket (1951), který také nesklidil příliš úspěchu a společnost RKO s ním proto zrušila smlouvu. A jelikož se poté dostal na onu antikomunistickou černou listinu všech hollywoodských studií, jeho režisérská kariéra se zdála být u konce.
Po pěti letech se přesto objevil jako herec ve filmu Top Secret Affair (1957) a během této doby se opět vrátil k divadlu. V roce 1958 mu však přišla nabídka od Columbia Pictures na režii dramatu The Goddess (1958), kterou přijal a snímek se dokonce zařadil mezi jeho nejlepší.
Do konce své kariéry natočil ještě dva nevýznamné snímky (The Scavengers (1959) a A Matter of Morals (1960)) a poté se věnoval už především jen divadlu.
John Cromwell zemřel v roce 1979 na plicní embolii ve věku 91 let.

## Filmografie

### Režisér
- 1929 Close Harmony
- 1929 The Dance of Life
- 1929 The Mighty
- 1930 Street of Chance
- 1930 The Texan
- 1930 For the Defence
- 1930 Tom Sawyer
- 1931 Scandal Sheet
- 1931 Unfaithful
- 1931 The Vice Squad
- 1931 Rich Man's Folly
- 1932 World and the Flesh
- 1933 Sweepings
- 1933 The Silver Cord
- 1933 Double Harness
- 1933 Ann Vickers
- 1934 Spitfire
- 1934 This Man Is Mine
- 1934 Of Human Bondage
- 1934 The Fountain
- 1935 Village Tale
- 1935 Jalna
- 1935 I Dream Too Much
- 1936 Malý lord Fauntleroy (v originále Little Lord Fauntleroy)
- 1936 Žena v rozvodu (v originále To Mary - with Love)
- 1936 Banjo on My Knee
- 1937 Zajatec na Zendě (v originále The Prisoner of Zenda)
- 1938 Alžír (v originále Algiers)
- 1938 The Adventures of Marco Polo
- 1939 Made for Each Other
- 1939 In Name Only
- 1940 Abe Lincoln in Illinois
- 1940 Victory
- 1941 Tak končí naše noc (v originále So Ends Our Night)
- 1942 Kavalír pomsty (v originále Son of Fury)
- 1944 Když jsi odešel (v originále Since You Went Away)
- 1945 The Enchanted Cottage
- 1945 Watchtower Over Tomorrow
- 1946 Anna a král Siamu (v originále Anna and the King of Siam)
- 1947 Dead Reckoning
- 1947 Night Song
- 1950 V kleci (v originále Caged)
- 1951 The Company She Keeps
- 1951 The Racket
- 1958 The Goddess
- 1959 The Scavengers
- 1960 A Matter of Morals

### Herec
- 1929 The Dummy
- 1929 The Dance of Life
- 1929 The Mighty
- 1930 Street of Chamce
- 1930 For the Defense
- 1933 Ann Vickers
- 1940 Abe Lincoln in Illinois
- 1951 The Company She Keeps
- 1957 Top Secret Affair
- 1977 Tři ženy (v originále 3 Women)
- 1978 Svatba (v originále A Wedding)